# Matheus Fernandes (cantante)
Matheus Fernandes de Paiva (Fortaleza, 9 novembre 1991) è un cantante brasiliano.

## Biografia
Fernandes è salito alla ribalta nel 2021 grazie alla hit Baby me atende, in collaborazione con Dilsinho, che per aver superato le 300 000 unità vendute a livello nazionale ha ricevuto la certificazione di diamante dalla Pro-Música Brasil, oltre a posizionarsi al 3º posto nella top ten della União Brasileira de Compositores. Il suo successo maggiore si è confermato Coração cachorro, poiché ha conquistato la vetta della hit parade nazionale ed è divenuto il primo ingresso del cantante in top fifty in Portogallo.
Al Prêmio Multishow de Música Brasileira è stato candidato in due categorie, perdendole nei confronti di Batom de cereja del duo musicale Israel & Rodolffo e di Marina Sena. La sua prima tournée in Europa è invece partita da Madrid nel novembre 2021.

## Discografia

### Album dal vivo
- 2017 – Ao vivo em Fortaleza
- 2021 – Na praia, pt. 1
- 2021 – Na praia
- 2023 – MF no Rio, vol. 1
- 2023 – MF no Rio
- 2024 – MF em Sampa

### EP
- 2018 – Direto do ensaio do MF
- 2024 – MF em Sampa, vol. 1

### Singoli
- 2017 – Fui partiu (feat. MC Kekel)
- 2017 – O jeito é beber
- 2018 – Meio termo
- 2018 – Dolce & Gabbana
- 2018 – Plano de solteiro (feat. Wesley Safadão)
- 2018 – Amores de mentira
- 2018 – Sonâmbulo
- 2020 – Nem vá (con Zé Neto & Cristiano)
- 2021 – Baby me atende (con Dilsinho)
- 2021 – Ploc ploc (con Kadu Martins)
- 2021 – Prepara pra me esquecer (con Wilian & Marlon)
- 2021 – Doida (con Mano Walter e Renno)
- 2021 – Coração cachorro (con Avine Vinny)
- 2021 – Vaqueiro com maloka (con MC Dread)
- 2021 – Tu vai jogar (con Diego Faco)
- 2021 – Aí tu me liga (con Marcos & Bueno)
- 2022 – Balanço da rede (con Xand Avião)
- 2022 – Não me liga (con May & Karen)
- 2022 – Minutinho de fraqueza (con Rafa Almeida)
- 2022 – Saturno (Ela é malvada) (con David Carreira)
- 2022 – Emocionada errada (con Fernando & Sorocaba)
- 2022 – Bebezona (con Xanddy Harmonia)
- 2022 – Descarregado (con Eric Land)
- 2022 – Vai amor (con i Vou Zoar)
- 2022 – Ladrão (con MC Mari e DJ e Batidão Stronda)
- 2022 – Toma medalha (con Papatinho e Xamã)
- 2022 – Printzim (con Dan Ventura)
- 2022 – Liquificador (con gli Atitude 67)
- 2022 – Panamera (con MC G15)
- 2023 – Lapada dela (con Grupo Menos é Mais)
- 2023 – Popó (con Lil Whind)
- 2023 – Vai sofrer (con Belo)
- 2023 – Vida (con Ludmilla)
- 2023 – Band-Aid (con Nairo)
- 2023 – Bateu na trave (con Grupo Menos é Mais)
- 2023 – Agora é oi BB (Foi só te esquecer) (con Manu)
- 2023 – Tipo Djavan (con Solange Almeida)
- 2023 – Duas camas (con Luan Santana)
- 2023 – Quando a onda bater (con Igow e MC Pedrinho)
- 2023 – Tchau pros esquemas (con Michel Teló)
- 2023 – Casal de solteiro (con Marcos & Belutti)
- 2023 – Cautela (con Henry Freitas)
- 2023 – Polo Norte (con Grupo Benzadeus)
- 2024 – A lua (con Matias Damásio e Nattan)
- 2024 – Amor livre
- 2024 – Triplex (con Matheus & Kauan)
- 2024 – Botada à luz de velas (con Léo Santana)
- 2024 – Furando a tela (con Mano Walter)
- 2024 – Se eu soubesse (con Felipe Araújo)
- 2024 – Justin Bieber (con Rogerinho)
- 2024 – Monogamia (con MC Daniel)
- 2024 – Sprite (con Kevin o Chris)
- 2025 – Deu green (con Bruninho & Davi)